# Quan hệ Palestine – Việt Nam

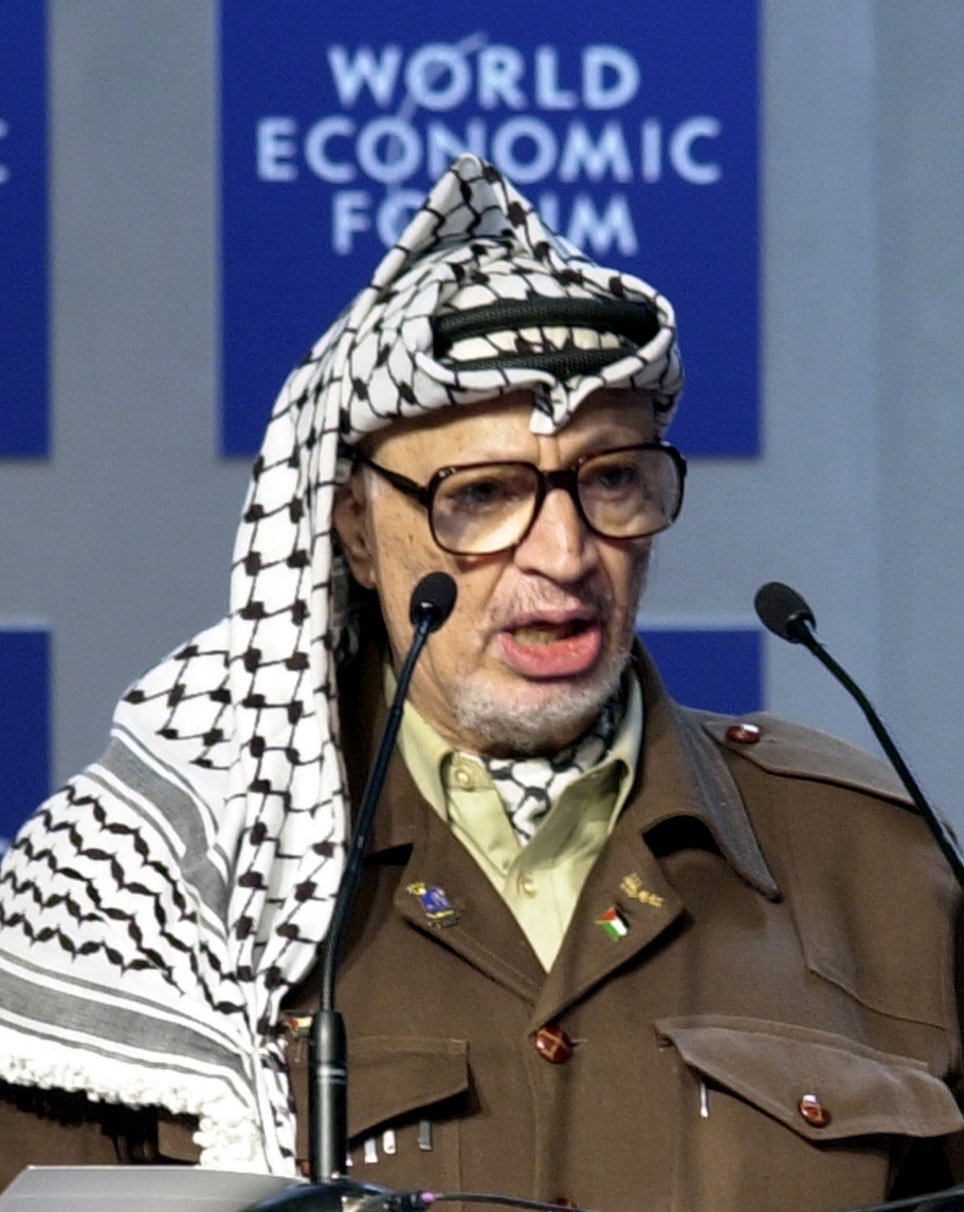
Lãnh đạo Arafat đã có 10 lần đến thăm Việt Nam

Quan hệ giữa Việt Nam và Palestine khá là bền vững và hữu nghị. Việt Nam đã thiết lập quan hệ gần gũi với Tổ chức Giải phóng Palestine và là một trong những quốc gia đầu tiên công nhận Nhà nước Palestine.

## Lịch sử
Ngay trong giai đoạn cam go của chiến tranh Việt Nam năm 1968, Việt Nam Dân chủ Cộng hòa dưới sự lãnh đạo của chủ tịch Hồ Chí Minh đã thiết lập quan hệ ngoại giao với Tổ chức Giải phóng Palestine (PLO). Năm 1976, phái bộ PLO đã được thiết lập ở Hà Nội và sau đó được nâng cấp thành đại sứ quán năm 1982. Sau khi Palestine tuyên bố độc lập, Việt Nam đã công nhận Palestine vào ngày 19 tháng 11 năm 1988 và thiết lập mối quan hệ ngoại giao với nước này. Nhà lãnh đạo Palestine Yasser Arafat từng đến thăm Việt Nam hơn 10 lần. Lần cuối cùng là vào tháng 8 năm 1988.

## Quan hệ ngoại giao
Trong Chiến tranh Gaza 2008-2009, Việt Nam đã lên án "tất cả các cuộc tấn công bừa bãi chống lại thường dân" và kêu gọi cả hai bên tìm kiếm một giải pháp hòa bình cho cuộc xung đột. Thứ trưởng Ngoại giao Việt Nam nói: "Chúng tôi kêu gọi Israel ngừng việc sử dụng vũ lực quá mức và không cân xứng, chấm dứt các hoạt động quân sự và rút ngay lực lượng khỏi Gaza." Việt Nam kêu gọi Israel ngay lập tức dỡ bỏ lệnh phong tỏa và cho phép các công nhân nhân đạo vào Gaza.
Sau cuộc đột kích vào ngày 31 tháng 5 năm 2010 của Isarel, Việt Nam đã hủy chuyến thăm theo lịch trình của Tổng thống Israel Shimon Peres sau sự cố. Trong cuộc xung đột giữa Israel và Gaza năm 2014, người phát ngôn Bộ Ngoại giao Lê Hải Bình nói: "Việt Nam rất quan tâm đến bạo lực leo thang gây thương vong nặng nề cho dân thường. Chúng tôi kêu gọi các bên liên quan ngừng bắn, nối lại các cuộc đàm phán và ủng hộ các nỗ lực của cộng đồng quốc tế để sớm mang lại hòa bình và ổn định cho khu vực. "
Vào ngày 14 tháng 5 năm 2018, khi Hoa Kỳ mở đại sứ quán tại Jerusalem, Bộ Ngoại giao Việt Nam phủ nhận đã gửi bất kỳ đại diện nào đến sự kiện này, để đáp lại một số phương tiện truyền thông nói rằng Việt Nam nằm trong số 32 quốc gia tham dự lễ khai mạc.
Việt Nam vẫn ủng hộ một Palestine độc lập theo giải pháp hai nhà nước.

## Đại sứ quán, lãnh sự quán
- Tại Việt Nam:
- Hà Nội (Đại sứ quán)

- Tại Palestine:
- Không có (thông qua Cairo)